# Merkur (stavebnice)

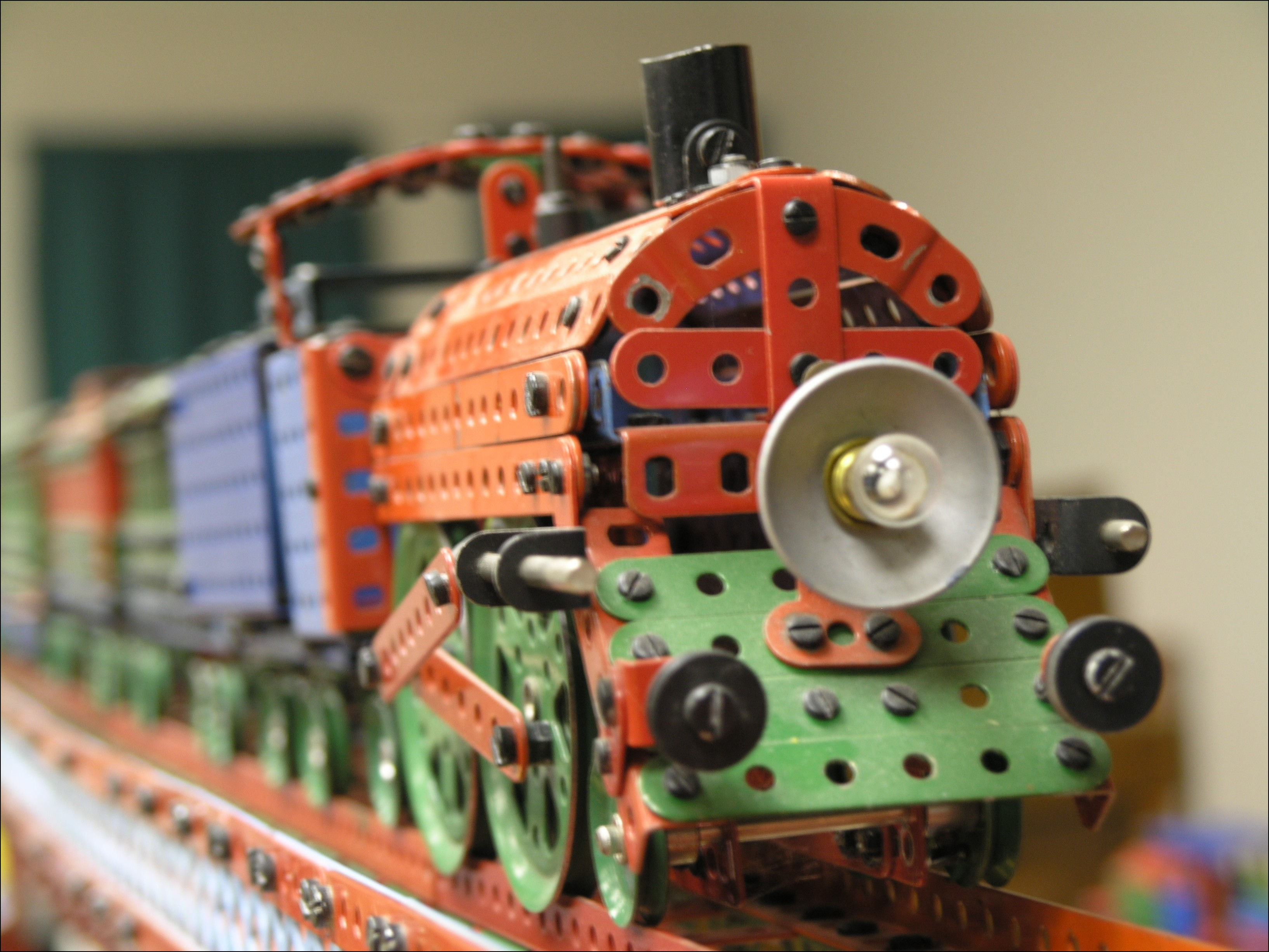
Stavebnice Merkur - Lokomotiva

Merkur je česká stavebnice, která se prodává již od poloviny dvacátých let 20. století. Lze z ní sestavit různé modely, silniční i kolejová vozidla, jeřáby a mnoho jiných konstrukcí.

## Popis
Základem stavebnice jsou pásy a profily různých tvarů a délek z lakovaného ocelového plechu, se sítí předvrtaných otvorů s roztečí 1 cm. Tyto dílky se spojují šroubky a matičkami o velikosti M3,5. Stavebnice obsahuje i další součástky, různé hřídele, ozubená a neozubená kola. V některých sadách stavebnice je možné se setkat s kladkami, buldozerovými pásy (Merkur 201, 202) a dokonce i elektromotorky (Merkur M1). Umožňuje tak stavbu velmi realistických konstrukcí a různých strojů.
Díky své dostupnosti a variabilitě – a nedostupnosti jiných možností, jako profesionální výroby technických modelů a prototypů – byla tato stavebnice používána i ve vážném výzkumu – například v roce 1961 ji Otto Wichterle použil pro konstrukci prvního pokusného přístroje na výrobu kontaktních čoček. V době osmibitových domácích počítačů posloužila k výrobě amatérského plotteru ALFI, který se pak dokonce prodával ve formě stavebnice.
V současnosti lze merkur použít například i pro sestavení jednoduchých robotů.

## Historie stavebnice

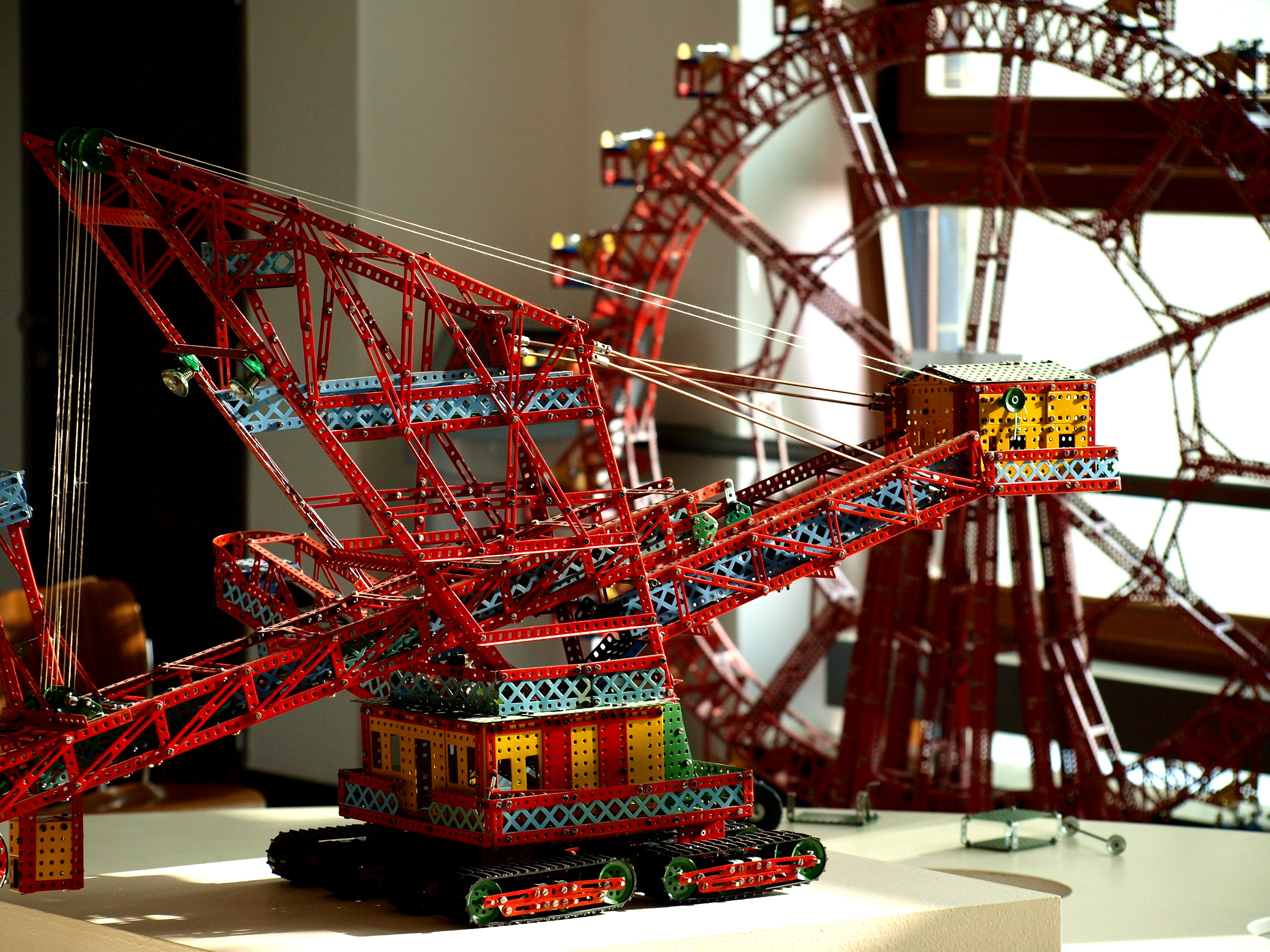
Model pásového rypadla v Národním technickém muzeu v Praze

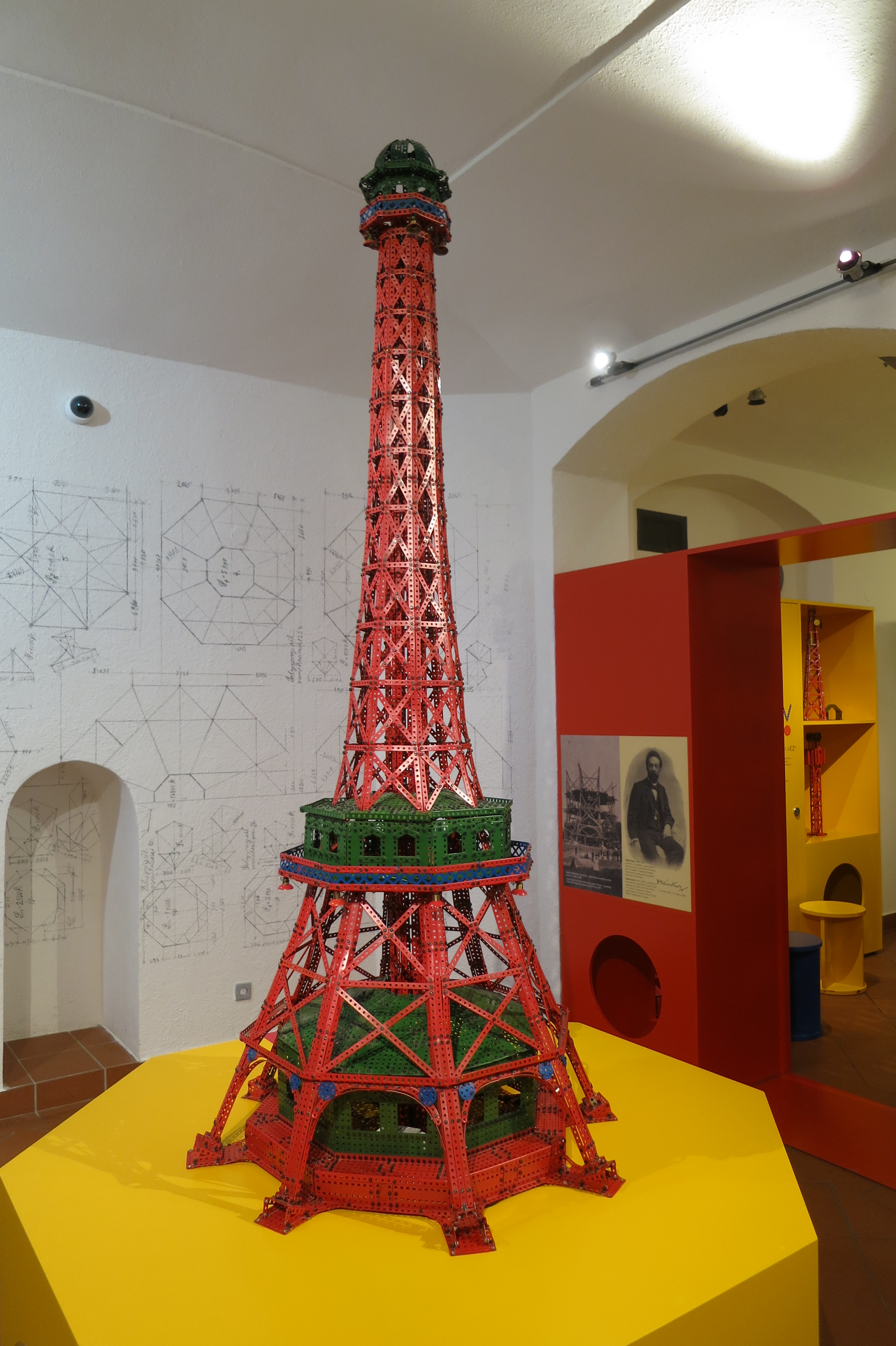
Stavba Petřínské rozhledny na výstavě Věže z Merkuru na Petřínské rozhledně

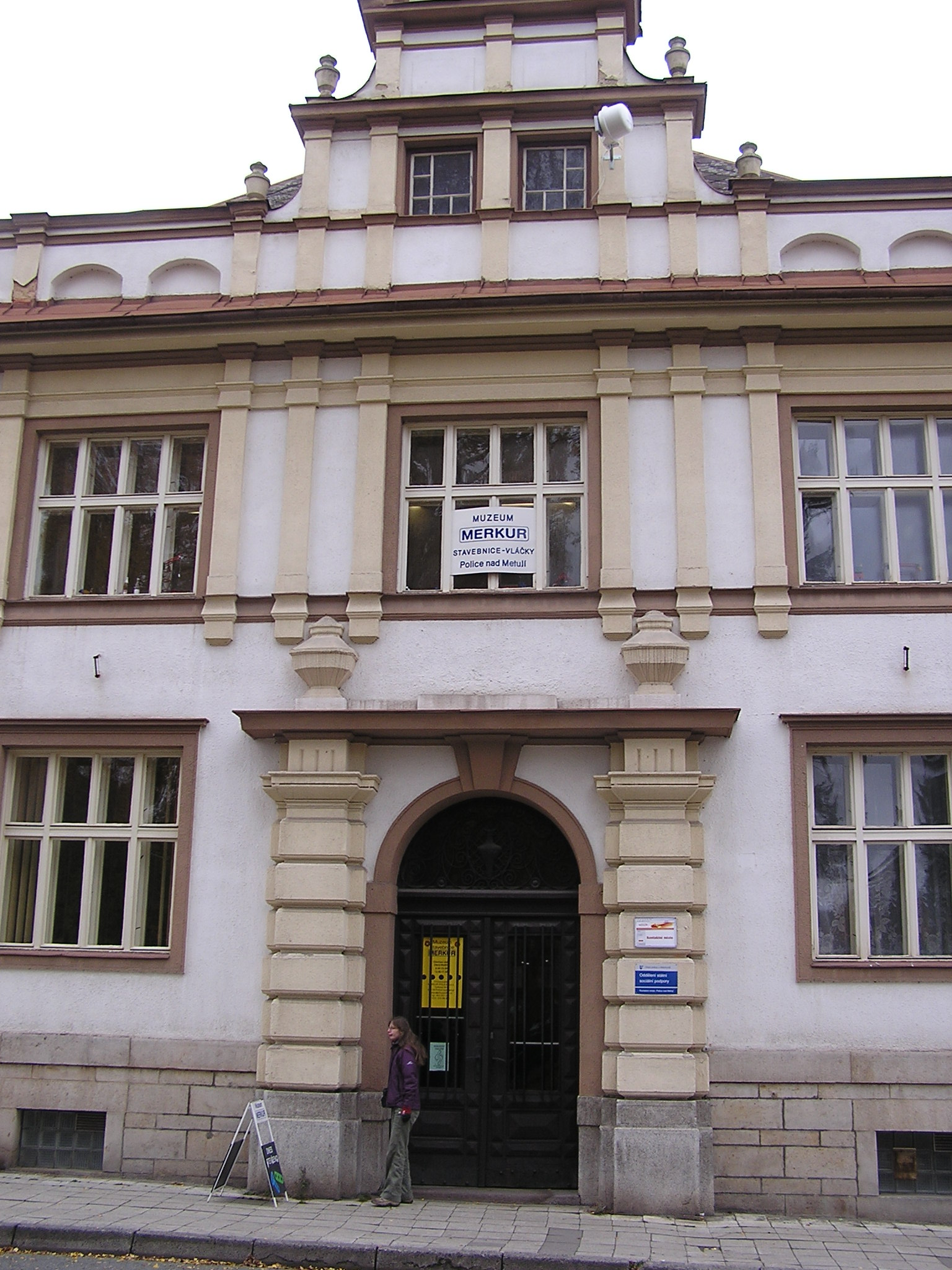
Muzeum Merkur v Polici nad Metují

Kovové stavebnice následovaly obdobné stavebnice ze dřeva a kartonu z konce 19. století. Např. Lilienthal-Baukasten, ještě ze dřeva a kartonu, Gustava Lilienthala, bratra jednoho z prvních letců Otto Lilienthala. V roce 1888 nechal Otto Lilienthal stavebnici svého bratra patentovat.
V roce 1892 přihlásil Julius Weiss z Hamburku patent na Brückenbaukasten (Stavebnici mostů), která už byla z kovu. Vyráběna byla sice od roku 1896 firmou Richter, Rudolstadt, ale jenom krátce, pro nezájem byla výroba po pouhém roce zastavena.
Úspěch kovových stavebnic zahájila stavebnice patentovaná v roce 1901 Frankem Hornbym z Liverpoolu, zprvu pod názvem Mecanics made easy, o něco později pod názvem Meccano, spolu s Erector Set (USA) nejznámější obchodní značka pro kovové stavebnice. Firma Meccano Ltd stavebnici vyráběla v letech 1908 až 1980.
V roce 1904 měla v Německu úspěch stavebnice firmy Walther Walther's Ingenieur Bauspiel (Waltherova inženýrská stavební hra), která zanikla v roce 1915. Na její úspěch navázala stavebnice Stabil, na trh uvedená v roce 1911.
Stavebnici Erector Set patentoval Alfred Carlton Gilbert v USA v roce 1911, vyráběla ji jeho společnost A. C. Gilbert Company od roku 1913 až do bankrotu společnosti v roce 1967.
Německá firma Märklin vyráběla původně v licenci firmy Meccano, od roku 1919 v jiných barvách až do roku 1999, kdy výrobu ukončila. V meziválečném údobí platila stavebnice Märklin v našich zemích za kvalitnější než levnější domácí Merkur.
Dnes vyrábí stavebnice Meccano a Erector Set francouzská firma Meccano S.N., která od roku 2000 patří japonské Nikko, podobně jako čínské manufaktury a továrny na zakázku Nikko Group.

### Merkur
V roce 1920 zahájila firma Inventor Jaroslava Vancla (1890–1980) v Polici nad Metují výrobu stejnojmenné stavebnice. Díly k sobě byly prvních pět let spojovány háčky. Poté firma přešla na systém šroubků a matiček a zaregistrovala si novou ochrannou známku Merkur. Počátkem 50. let byla zrušena soukromá firma pana Vancla a výroba se stala součástí Okresního kombinátu v Broumově.
Po Sametové revoluci obnovil výrobu stavebnic Merkur Jaromír Kříž, vznikla společnost Merkur Toys.
V roce 2020 koupil Merkur Toys Richard Hrbáč, majitel obchodní skupiny HFI Group.